# South Rolette (Dakota del Norte)
South Rolette es un territorio no organizado ubicado en el condado de Rolette en el estado estadounidense de Dakota del Norte. En el Censo de 2010 tenía una población de 375 habitantes y una densidad poblacional de 0,82 personas por km².

## Geografía
South Rolette se encuentra ubicado en las coordenadas 48°39′14″N 99°55′3″O / 48.65389, -99.91750. Según la Oficina del Censo de los Estados Unidos, South Rolette tiene una superficie total de 457.4 km², de la cual 444.43 km² corresponden a tierra firme y (2.84%) 12.97 km² es agua.

## Demografía
Según el censo de 2010, había 375 personas residiendo en South Rolette. La densidad de población era de 0,82 hab./km². De los 375 habitantes, South Rolette estaba compuesto por el 84.8% blancos, el 0% eran afroamericanos, el 12% eran amerindios, el 0.27% eran asiáticos, el 0% eran isleños del Pacífico, el 0% eran de otras razas y el 2.93% pertenecían a dos o más razas. Del total de la población el 1.6% eran hispanos o latinos de cualquier raza.